# Баргаоани (Њамц)
Баргаоани (рум. Bărgăoani) насеље је у Румунији у округу Њамц у општини Баргауани. Oпштина се налази на надморској висини од 377 m.

## Становништво
Према подацима из 2011. године у насељу је живело 4203 становника.